# La danza del fuego
Pour plus de détails, voir Fiche technique et Distribution.
La danza del fuego est un film argentin réalisé par Daniel Tinayre, sorti en 1949.

## Fiche technique
- Titre : La danza del fuego
- Réalisation : Daniel Tinayre
- Scénario : Daniel Tinayre, Alejandro Verbitzky et Emilio Villalba Welsh d'après un roman d'André Legrand
- Musique : Juan Ehlert
- Photographie : Humberto Peruzzi
- Montage : José Serra
- Société de production : Emelco
- Pays :  Argentine et  Espagne
- Genre : Comédie
- Durée : 100 minutes
- Dates de sortie : 
  -  Argentine : 1949

## Distribution
- Amelia Bence
- Francisco de Paula
- Enrique Diosdado
- Alberto Closas
- Floren Delbene
- Otto Sirgo
- Blanca Tapia
- Agustín Barrios
- Norma Key
- Alberto Quiles
- Francisco Audenino
- Percival Murray
- Alberto Barcel
- Rafael Diserio

## Distinctions
Le film a été présenté en sélection officielle au Festival de Cannes 1951.